# Tricorder
En Tricorder är en teknisk apparat som används flitigt i Star Treks fiktiva universum speciellt då besättning ger sig iväg på så kallade "away missions".

## Design
En Tricorder är något av en universalprodukt utvecklad för Stjärnflottan. Den är en handhållen apparat (rent storleksmässigt kan den jämföras med en handdator) så den är enkel att ta med sig. Trots att en tricorder inte är särskilt stor så har den mängder med funktioner. Inbyggt i sig har den en liten dator såväl som flera olika typer av sensorer och en diktafon. Tricorderna har sett lite olika ut i de olika Star Trek-serierna, men de har alltid den senaste tekniken inbyggd.

## Användningsområden
Ofta använder man den för att göra vetenskapliga mätningar av något. Det kan vara att man får reda på vilka beståndsdelar ett ämne består av eller vad det finns för molekyler i luften på planeten där man befinner sig för att få reda på om människor kan andas luften. Tricorden används också i mer taktiska sammanhang då den kan känna av om det finns några livsformer i närheten och i så fall även var dessa befinner sig.
Det finns också exempel på tricorders som har varit utvecklade för att passa specifika ändamål såsom tekniska, vetenskapliga eller medicinska ändamål.